# Стрункино
Стру́нкино (рос. Стрункино) — присілок у складі Сладковського району Тюменської області, Росія.
Населення — 33 особи (2010, 86 у 2002).
Національний склад станом на 2002 рік:
- росіяни — 73 %
- казахи — 27 %